# Курес (казахская борьба)
Казакша́ куре́с (каз. қазақша күрес — «борьба по-казахски»: каз. қазақша — «по-казахски», күрес — «борьба») — казахская национальная борьба. Казакша курес является одним из древних видов спорта у казахов. В современном Казахстане данное искусство пользуется большой популярностью, а соревнования по казакша курес проводятся на праздниках и торжествах. С 1938 года входит в программу республиканских соревнований.

## Описание
Ранее в казакша курес не было ни возрастных, ни весовых ограничений. В настоящее время в данном виде спорта установлены определенные правила относительно единой формы и техники ведения борьбы. Форма борцов казакша курес несколько схожа с формой самбиста. В отличие от самбо, в казакша курес куртка (каз. шапан) имеет короткие рукава, небольшие нашивки на плечах (для захвата). Шьется куртка из более прочного материала.
За пояс и выше пояса разрешаются любые захваты. Цель схватки — бросить противника на спину.

## Основные правила
В казакша курес разрешены захваты за верхнюю часть тела. Борьба проводится в стойке. Проходы в ноги запрещены. Можно проводить захваты за куртку и за пояс. Разрешены приемы поясной борьбы (каз. белбеу күрес). Можно делать подсечки, зацепы ногами, приемы через бедро. Ни в коем случае нельзя касаться коленом ковра, из-за этого дают предупреждение.
Казакша курес по технике схож с грузинской (чидаоба), татарской (куреш) и узбекской борьбой (кураш). Приемы казакша курес были включены в технику борьбы самбо. Зачастую борцы казакша курес (палуаны) участвуют в различных соревнованиях по дзюдо и самбо.

## Техника казакша-курес
Шалып лақтыру — броски подножками. Занимают одно из ведущих мест в техническом арсенале. Различают передние, задние и боковые подножки. Приём выполняется как под одну, так и под обе ноги противника. Атакующий борец бросает соперника на спину через свою подставленную ногу.
Қағып лақтыру  — броски подсечками. Подразделяются на передние, задние, боковые и подсечки изнутри.
Іліп лақтыру — броски зацепом. В терминологии самбо это — зацепы голенью.
Лақтыра жығу  — броски подхватом. Это броски, при которых нога (ноги) противника подбиваются спереди или изнутри задней частью ноги.
Арқадан асырып лақтыру — броски подворотом. В терминологии самбо — броски через спину. Выполняются за счёт поворота к противнику спиной с последующим наклоном и падением вперёд в сторону броска.
Еңкейiп лақтыру  — броски наклоном. Приёмы для физически сильных борцов. Чаще всего применяются как контрприёмы и выполняются в тот момент, когда противник пытается захватить пояс через плечо борца. В этот момент проводящий бросок борец должен движением головы назад рывком выпрямить туловище, разогнуть ноги в коленных суставах и поднять противника на себе вверх, после чего за счёт резкого наклона туловища вперёд и опускания на колени бросить противника.
Көтермелеп лақтыру — броски подсадом. Известны в казахской борьбе с глубокой древности. Выполняются подсадом снаружи и подсадом изнутри с различными вариантами захватов.
Айналдырып лақтыру — броски с кружением. Жестокие приёмы, известные в казахской борьбе издавна. Силачи поднимали соперников на уровень плеч и даже выше головы, кружили их вокруг себя и выполняли различные приёмы: бросали через подставленное бедро, спину, или выполняли броски с зацепом снаружи. Борца, который владел техникой этого приёма, соперники боялись. Некоторые физически слабые борцы после таких бросков получали травмы.
Тоңқалана асып домалай лақтыру — броски перекатом. Проводятся при обоюдном захвате за пояс, атакующий, выполняя бросок, падает на бок, увлекая за собой противника, усилием рук перебрасывает его за себя в сторону броска и удерживает на спине.
Кеудеден лақтыру — броски прогибом. В терминологии самбо — броски через грудь.
Орап лақтыру — броски обвивом. В самбо эти приёмы являются разновидностью зацепов.

### Боевая дисциплина "Қазақша күрес"
Боевой вид казакша курес является малоизвестным прикладным вариантом данного боевого искусства. Историки Казахстана доказали, что во время боевых походов и обороны территории казахские батыры применяли приемы этого вида борьбы. В этом виде борьбы разрешены удары ногами, руками и захваты за шею. В настоящее время в Казахстане открываются школы и секции, практикующие этот вид борьбы. Этот вид борьбы не является аналогом боевого самбо и не имеет к нему никакого отношения.